# Лесновольский, Станислав
Станислав Лесновольский (пол. Stanisław Leśniowolski; ? — 1565) — королевский дворянин (с 1544), староста рожанский и маковский, гетман польный коронный (1562—1565), каштелян черский и варшавский (1564—1565).

## Биография
Представитель польского шляхетского рода Лесновольских (ветвь рода Оборских) из Мазовии. Сын старосты черского Николая Лесновольского. Мать неизвестна.
В 1544 году Станислав Лесновольский стал дворянином при дворе польского короля и великого князя литовского Сигизмунда Августа. В 1553 году избирался послом от Мазовецкого княжества на сейм в Краков.
Во время Ливонской войны между Польско-Литовским и Русским государствами Станислав Лесновольский командовал польским вспомогательным корпусом, воевавшим вместе с литовским ополчением против русских воевод. В августе 1562 года Станислав Лесновольский, командуя отрядом (1300 конницы и 200 пехоты) успешно отразил в бою под Невелем численно превосходящий русский отряд под командованием князя Андрея Михайловича Курбского, фаворита царя Ивана Грозного. В 1562 году после смерти Флориана Зебржидовского староста рожанский Станислав Лесновольский был назначен Сигизмундом Августом новым польным гетманом коронным. В 1564 году был назначен каштеляном черским и варшавским.
В конце 1564 года во главе польско-литовского корпуса (4900 конницы и 3700 пехоты) безуспешно пытался отбить у русских Полоцк. В 1565 году польный гетман коронный Станислав Лесновольский организовал рейд на Псков, во время которого поляки и литовцы опустошили городские окрестности.
Был женат на Анне Мяновской, вдове Абраама Гурского. Их дети:
- Кшиштоф, ксёндз
- Иероним, ротмистр кавалерии, чашник варшавский
- возможно, дочь